# Gervinuspark

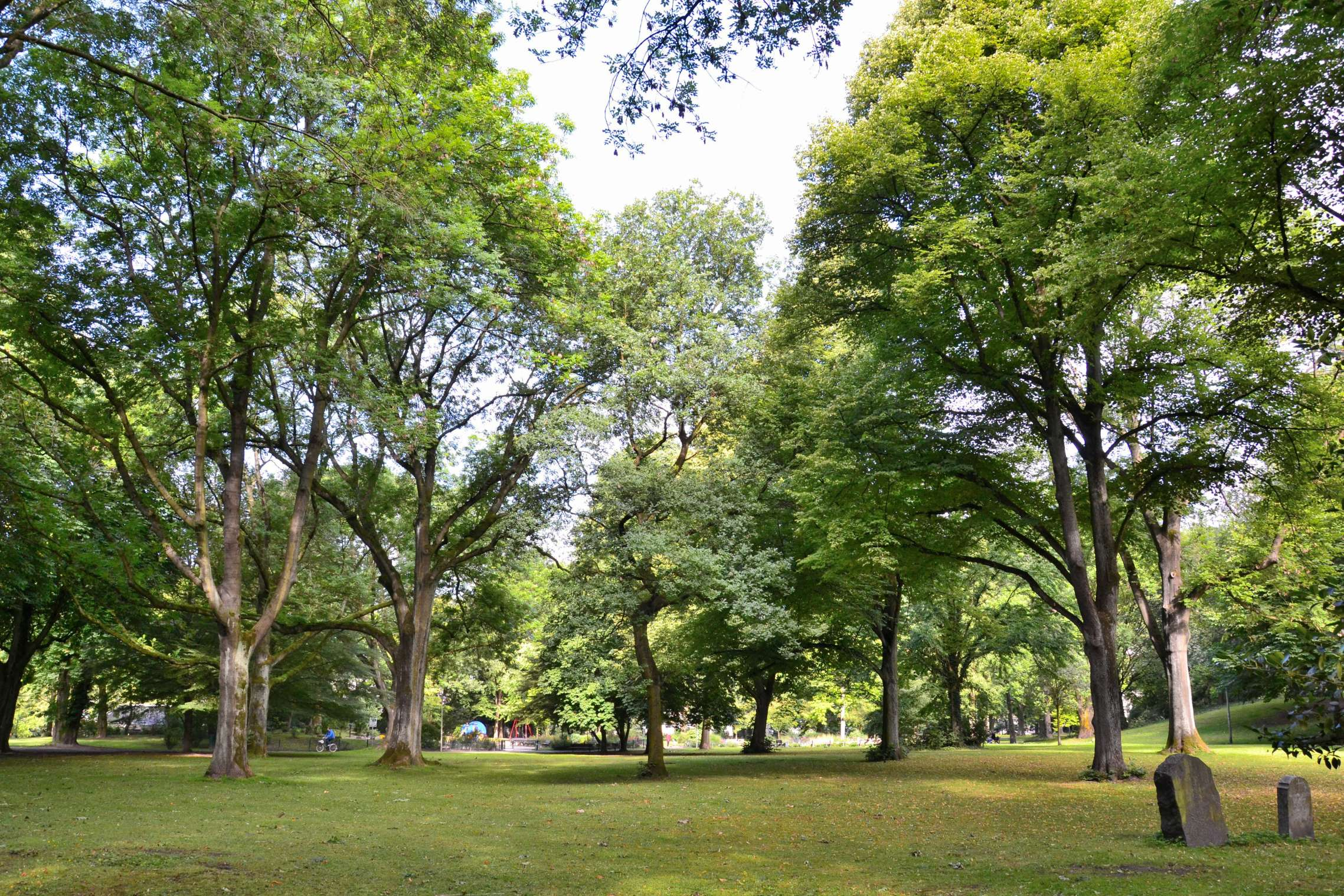
Gervinuspark

Der Gervinuspark ist ein Park im Essener Stadtteil Frohnhausen. Bis 1959 war dieser Bereich als Westfriedhof der Stadt Essen genutzt. Das Grabmal des ersten und einzigen Bürgermeisters der Bürgermeisterei Altendorf, der damals größten Landgemeinde Preußens, Wilhelm Kerckhoff, ist unter weiteren noch heute vorhanden.

## Geschichte

### Kommunaler Friedhof
Bereits im 17. Jahrhundert entwickelte sich zwischen dem heutigen Gervinuspark und der heutigen Onckenstraße eine dichtere Ansammlung von Kotten, die Vogenbeck genannt wurde. Zunächst war der Bereich des ehemaligen Friedhofs und heutigen Gervinusparks Ackerland des 1781 erbauten Kottens Siepmann-Megelkühler, der an der südwestlichen Seite des Friedhofs lag. Er wurde in den Jahren 1962/1963 niedergelegt.
Die Anlage des kommunalen Friedhofes, auch Westfriedhof genannt, begann in den Jahren 1874/1875, als Frohnhausen mit Holsterhausen und Altendorf die neu gegründete Bürgermeisterei Altendorf bildete, die am 1. August 1901 in die Stadt Essen eingemeindet wurde. Am 21. Juni 1900 wurde auf dem Friedhof deren erster und einziger Bürgermeister, Wilhelm Kerckhoff, in der Familiengruft beigesetzt. Die Ruhestätte wird heute durch die Stadt Essen als Ehrengrab unterhalten. Um 1902 kaufte die Stadt weitere Flächen zur Erweiterung des Friedhofs hinzu, so dass dieser sich zeitweise von der Frohnhauser- bis zur Berliner Straße (damals Plattenstraße), und von der Möser- zur Kerckhoffstraße erstreckte. Letztere wurde bereits im Oktober 1894 anlässlich seines Dienstjubiläums nach dem Bürgermeister Kerckhoff benannt.
Eine weitere hier beigesetzte Persönlichkeit ist Hermann Köster (*5. Oktober 1875 in Kleve; † 12. November 1920 in Essen). Er war Mitbegründer und später Ehrenvorsitzender des Gewerkvereins christlicher Bergarbeiter, Vorsitzender des Glückauf-Ortsvereins Frohnhausen sowie Stadtverordneter in Essen. Seine Beisetzung fand am 17. November 1920 nach einer Kundgebung am Frohnhauser Markt und nach dem Festzug von dort auf dem Kommunalfriedhof statt. Bei anschließender Trauerfeier im Hof der Gervinusschule hielt der befreundete Gewerkschaftsführer Heinrich Imbusch eine Trauerrede.
Zunächst lag die Begräbnisstätte an der westlichen Essener Besiedlungsgrenze. Doch die Essener Bevölkerungsdichte stieg durch hohe Einwanderung von Arbeitskräften für den Steinkohlenbergbau und die nahe Krupp-Gussstahlfabrik derart rasch an, dass der Friedhof bald nahe dem Zentrum des Stadtteils Frohnhausen lag. Der Gartenarchitekt Otto Linne (*2. Dezember 1869 in Bremen; † 4. Juni 1937 in Hamburg) wirkte in seiner Zeit als Gartendirektor in Essen zwischen 1908 und 1914 maßgeblich an der Gestaltung des Friedhofs mit. Dabei ließ er einen Hügel aufschütten, um Grabstätten in exponierter Lage anlegen zu können. Nachdem der Friedhof ab 1959 nicht mehr für Begräbnisse genutzt wurde, hat man ihn am 20. Mai 1991 entwidmet.
Am Volkstrauertag 1964 wurde der Gedenkstein zum Gedenken an die Opfer des Krieges und der Gewalt eingeweiht. Ein Ehrenmal für die Gefallenen des Ersten Weltkriegs war bereits in den 1930er Jahren geplant. Es wurde aber nicht errichtet, obwohl bereits Spenden durch den Frohnhauser Verkehrs- und Verschönerungsverein 1927 e. V. gesammelt wurden.

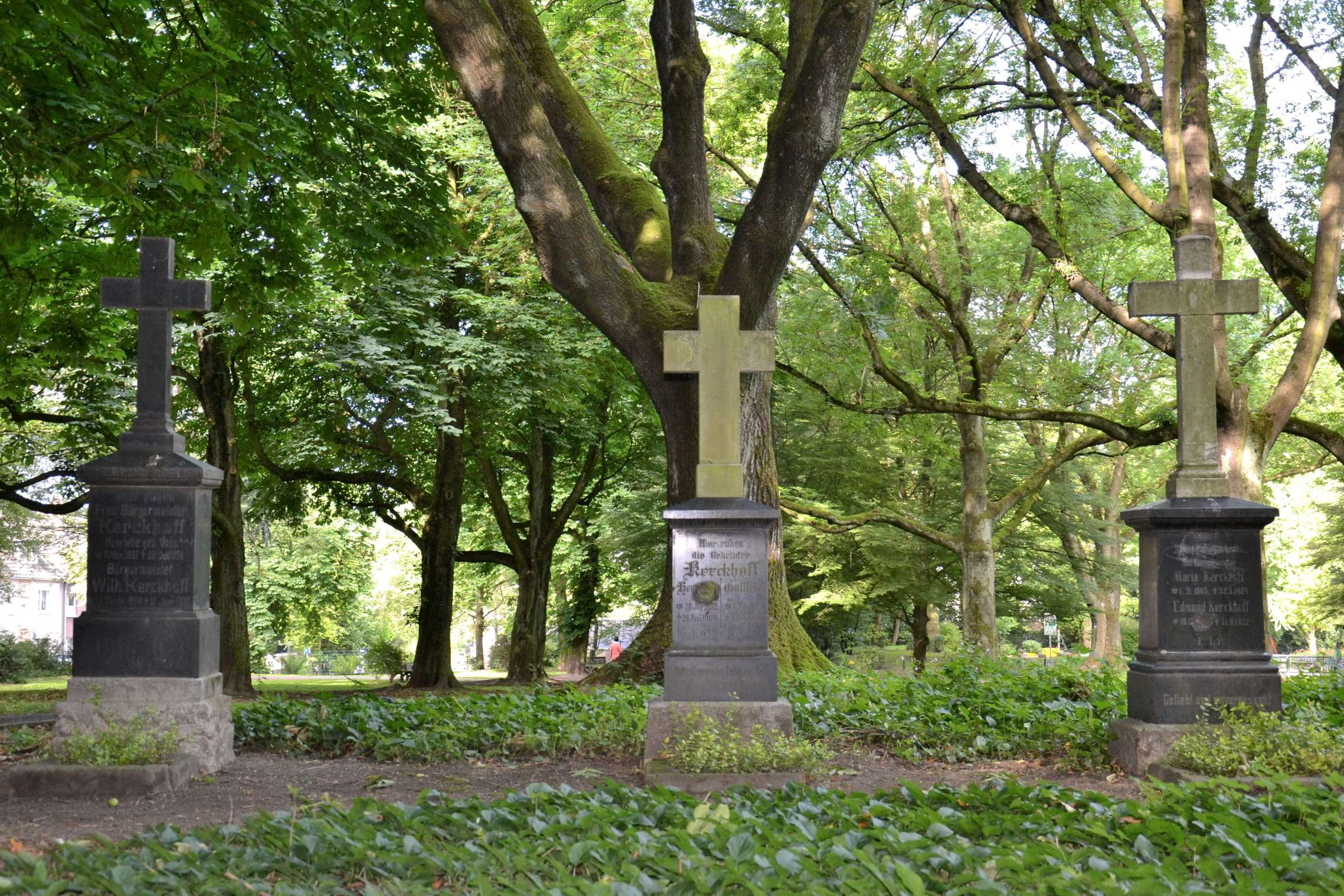
Familiengruft Kerckhoff, Ehrengrab der Stadt Essen
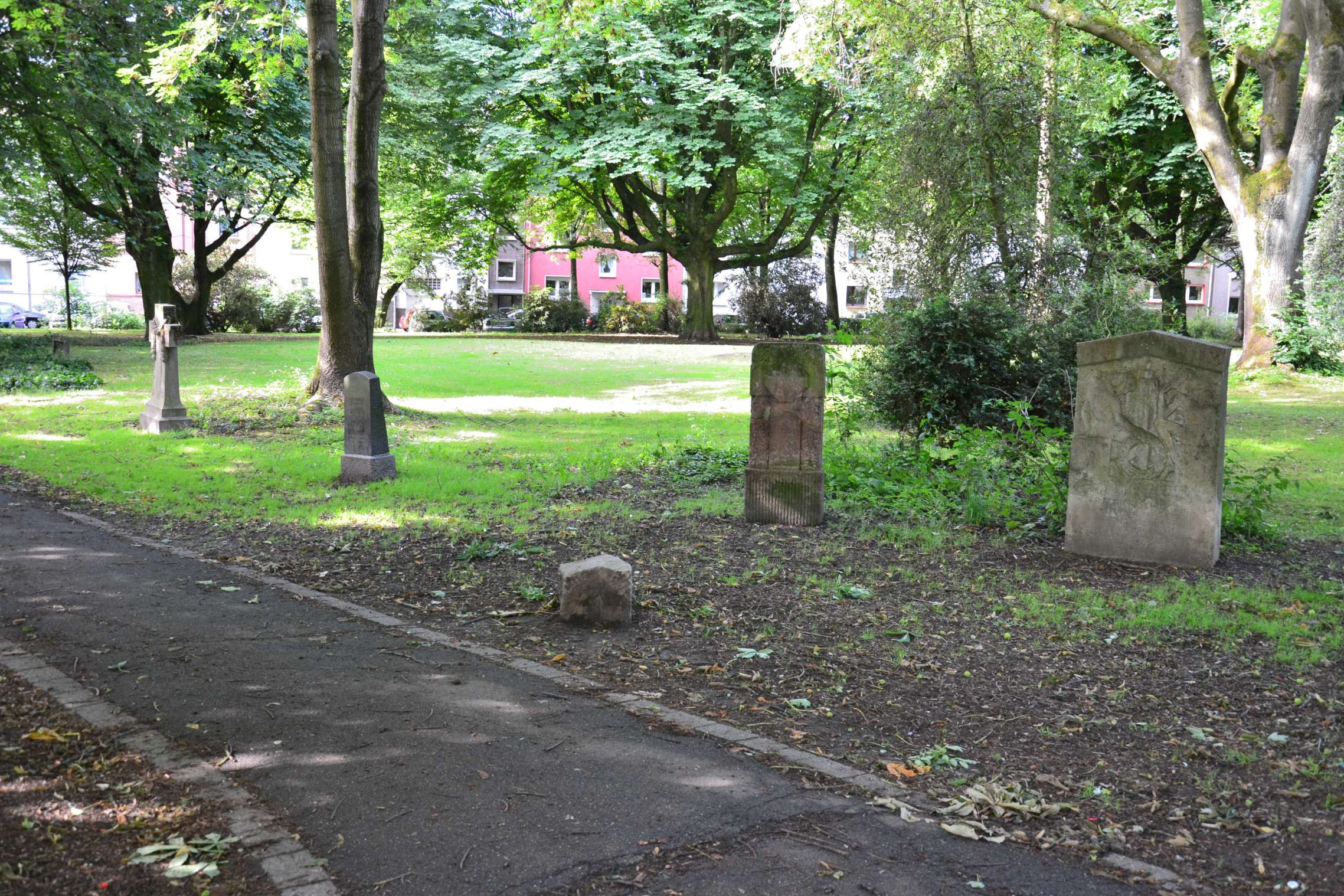
Alte Grabstätten
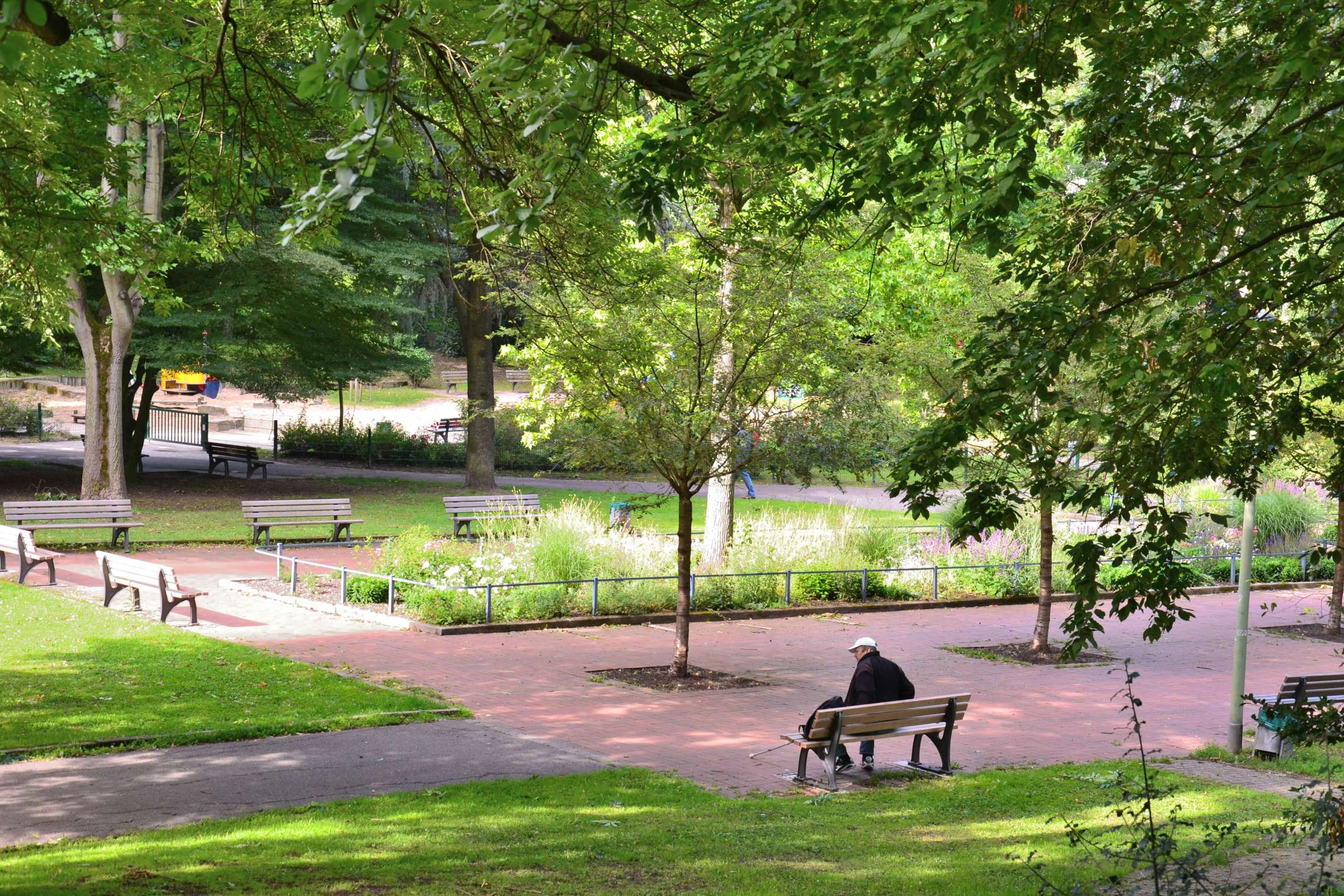
Ruheplatz in der Parkmitte
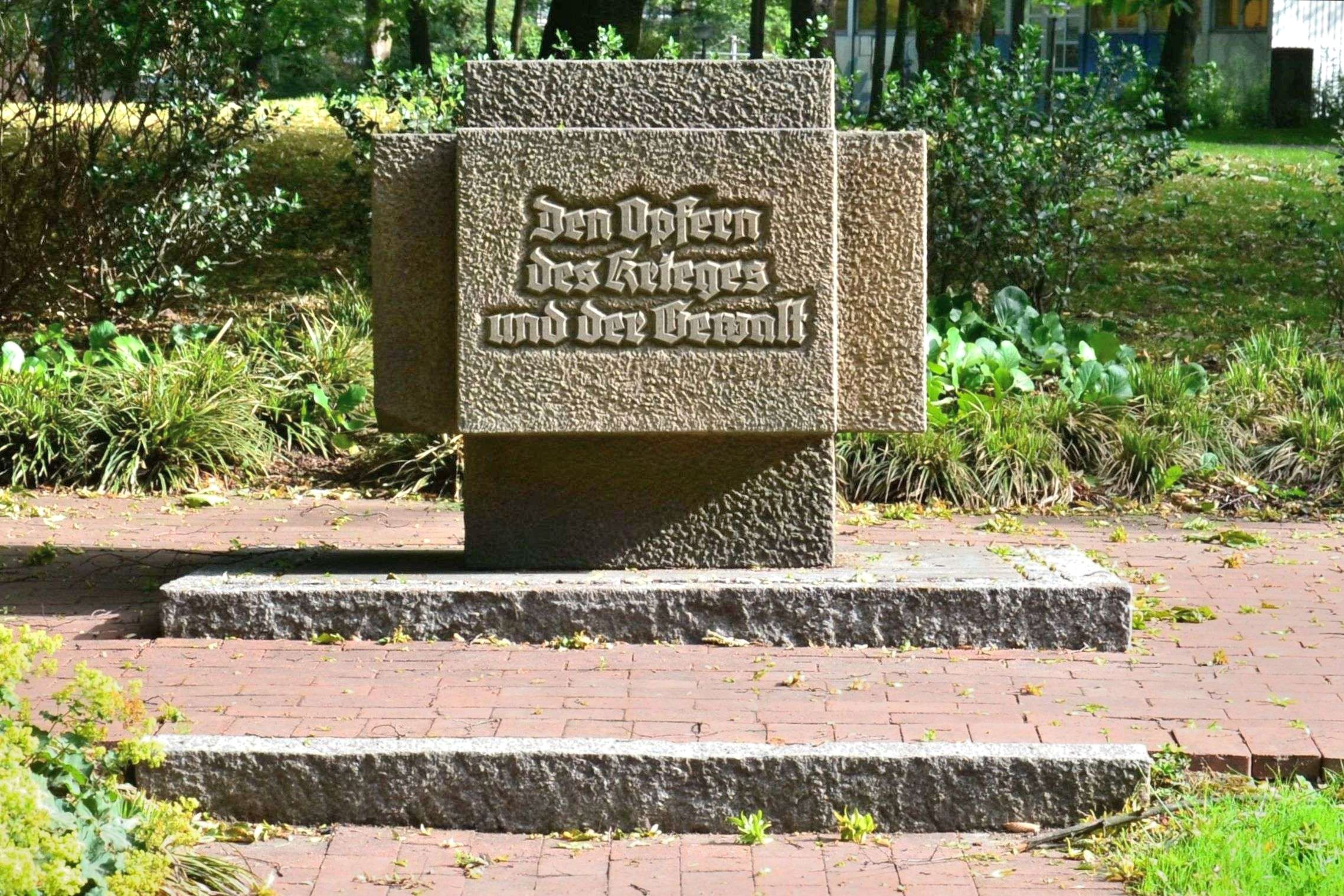
Gedenkstein Den Opfern des Krieges und der Gewalt

### Gervinuspark
Aus dem ehemaligen Friedhof wurde 1960 die nach dem Historiker und Politiker Georg Gottfried Gervinus benannte Parkanlage mit bereits altem Baumbestand und Spielplätzen gestaltet. 
Dennoch befinden sich auch heute noch einige Grabsteine aus den Anfangsjahren des 20. Jahrhunderts sowie die Gruft der Familie Kerckhoff hier.
Heute hat der Gervinuspark eine Ausdehnung von rund fünf Hektar. Erst 2004 wurde die ehemalige Trauerhalle abgerissen und der abgezäunte Kleinkinderspielplatz mit Wasserspielbereich im südwestlichen Bereich angelegt. 2008 gestaltete man auch das Gelände des alten Betriebshofes als Parkfläche. Des Weiteren gibt es heute im Park einen weiteren Spielplatz für größere Kinder, einen Bolzplatz und einige Tischtennisplatten. Im Osten begrenzt die Gervinus-Gemeinschaftsgrundschule das Gelände.
Am 9. Juni 2014 hat die Gewitterfront Ela nahezu den gesamten Altbaumbestand stark beschädigt und teils zerstört. Viele dieser Bäume wurden durch Orkanböen entwurzelt oder mussten wegen großer Schäden gefällt werden. Der Park war in dieser Zeit aus Sicherheitsgründen für die Öffentlichkeit gesperrt gewesen. Inzwischen wurden wieder neue Bäume gepflanzt.
2017 wurde ein begrüntes Stahlgerüst in Form eines Pavillons auf einer Anhöhe aufgestellt. Im September 2018 folgte die Eröffnung des neugestalteten Parkeingangs an der Ecke Gervinus-/Grevelstraße mit Hochbeet und Sitzgelegenheiten. Dafür wurde ein hoher fünfstelliger Betrag investiert.